# Рівняння вихору
Рівняння вихору у гідроаеродинаміці описує розгортання завихореності ω частини рідини, яка рухається з потоком, тобто, описує завихореність локально (в термінах векторного обчислення це ротор швидкості потоку).

Рівняння вихору (рівняння еволюції вихору) — диференціальне рівняння з частинними похідними, яке описує еволюцію у просторі та часі вихору швидкості потоку рідини або газу.
Вихор швидкості (завихореність) — це ротор швидкості. Рівняння вихору використовується в таких областях: гідродинаміка, геофізична гідродинаміка, астрофізична гідродинаміка, у обчисленні прогнозу погоди.

Рівняння вихору має такий вигляд:
{\displaystyle {\begin{aligned}{\frac {D{\boldsymbol {\omega }}}{Dt}}&={\frac {\partial {\boldsymbol {\omega }}}{\partial t}}+(\mathbf {u} \cdot \nabla ){\boldsymbol {\omega }}\\&=({\boldsymbol {\omega }}\cdot \nabla )\mathbf {u} -{\boldsymbol {\omega }}(\nabla \cdot \mathbf {u} )+{\frac {1}{\rho ^{2}}}\nabla \rho \times \nabla p+\nabla \times \left({\frac {\nabla \cdot \tau }{\rho }}\right)+\nabla \times \left({\frac {B}{\rho }}\right)\end{aligned}}}
де D/Dt — похідна Лагранжа, u — швидкість потоку, ρ — це локальна щільність рідини, p — локальний тиск, τ — це тензор в'язких напружень та B — позначає суму зовнішніх сил. Перший вираз правої частини означає розтягування вихору.
Рівняння є справедливе при відсутності будь-яких концентрованих крутних моментів та лінійних сил, для стисливої ньютонівської рідини.
У випадку нестисливої (тобто, малих значень числа Маха) та ізотропної рідини, з консервативними силами, рівняння спрощується до транспортного рівняння вихору
{\displaystyle {\frac {D{\boldsymbol {\omega }}}{Dt}}=\left({\boldsymbol {\omega }}\cdot \nabla \right)\mathbf {u} +\nu \nabla ^{2}{\boldsymbol {\omega }}}
де ν — кінематична в'язкість, а ∇2 — оператор Лапласа.

## Фізична інтерпретація
- Вираз Dω/Dt — у лівій частині похідна Лагранжа вектору вихору ω. Описує швидкість зміни руху завихореності частини рідини. Ця зміна може бути пов'язана з нестійкістю в потоці (∂ω/∂t, нестаціонарний вираз) рухом частини рідини від однієї точки до іншої (u ∙ (∇ω), вираз конвекції).
- Вираз (ω ∙ ∇) u у правій частині описує розтягування або нахил вихору за рахунок градієнту швидкості потоку. Зауважимо, що ∇u — це тензор другого порядку з 9 компонентами.
- Вираз ω(∇ ∙ u) описує розтягування вихору з точки зору стисливості процесу. Це випливає з рівняння Нав'є-Стокса для забезпечення безперервності, а саме

{\displaystyle {\frac {\partial \rho }{\partial t}}+\nabla \cdot \left(\rho \mathbf {u} \right)=0}
або
{\displaystyle \nabla \cdot \mathbf {u} =-{\frac {1}{\rho }}{\frac {d\rho }{dt}}={\frac {1}{v}}{\frac {dv}{dt}}}
де v = 1/ρ  - це питомий об'єм елементів рідини, ∇ ∙ u — міра стисливості потоку. Іноді у виразі можуть бути від'ємні значення.
- Вираз 1/ρ2∇ρ × ∇p — баротропний вираз. Це зміна в завихореності через перетин щільності і тиску поверхонь.
- У виразі ∇ × (∇ ∙ τ/ρ) обраховується дифузія внаслідок ефекту в'язкості.
- Вираз ∇ × B передбачає зміни за рахунок зовнішніх сил. Це сили, які поширюються у тривимірній області поточного середовища, наприклад, гравітація або електромагнітні сили.

### Спрощення
- У випадку консервативних сил, ∇ × B = 0.
- Для баротропних рідини, ∇ρ × ∇p = 0. Це також вірно і для постійної щільності рідини (в тому числі нестисливої рідини) де ∇ρ = 0. Зауважимо, що це не те ж саме, що й у випадку нестисливої рідини, для якої баротропним виразом не можна знехтувати.
- Для нев'язкої рідини, тензор в'язкості τ дорівнює нулю.

Таким чином, для нев'язкої, баротропної рідини з консервативними силами рівняння вихору спрощується до такого вигляду:
{\displaystyle {\frac {d}{dt}}\left({\frac {\boldsymbol {\omega }}{\rho }}\right)=\left({\frac {\boldsymbol {\omega }}{\rho }}\right)\cdot \nabla \mathbf {u} }
З іншого боку, в разі нестисливої нев'язкої рідини з консервативними силами,
{\displaystyle {\frac {d{\boldsymbol {\omega }}}{dt}}=({\boldsymbol {\omega }}\cdot \nabla )\mathbf {u} }
Для короткого огляду інших випадків і спрощень, див. також.

## Походження
Рівняння вихору може бути отримано з рівнянь Нав'є-Стокса для консервативного моменту імпульсу. За відсутності будь-яких концентрованих крутних моментів і лінійних сил, отримаємо
{\displaystyle {\frac {D\mathbf {u} }{Dt}}={\frac {\partial \mathbf {u} }{\partial t}}+\left(\mathbf {u} \cdot \nabla \right)\mathbf {u} =-{\frac {1}{\rho }}\nabla p+\mathbf {B} +{\frac {\nabla \cdot \tau }{\rho }}}
Тут, завихореність визначається як ротор вектора швидкості потоку. Знаходження ротора дає шукане рівняння.
Наступні тотожності є корисними при виводі рівняння:
{\displaystyle {\begin{aligned}&{\boldsymbol {\omega }}=\nabla \times \mathbf {u} \\&\left(\mathbf {u} \cdot \nabla \right)\mathbf {u} =\nabla \left({\tfrac {1}{2}}\mathbf {u} \cdot \mathbf {u} \right)-\mathbf {u} \times {\boldsymbol {\omega }}\\&\nabla \times \left(\mathbf {u} \times {\boldsymbol {\omega }}\right)=-{\boldsymbol {\omega }}\left(\nabla \cdot \mathbf {u} \right)+\left({\boldsymbol {\omega }}\cdot \nabla \right)\mathbf {u} -\left(\mathbf {u} \cdot \nabla \right){\boldsymbol {\omega }}\\[4pt]&\nabla \cdot {\boldsymbol {\omega }}=0\\[4pt]&\nabla \times \nabla \phi =0\end{aligned}}}
(де ϕ — будь-яке поле скалярів).

## Позначення тензору
Рівняння вихору може виразити за допомогою позначень тензору, використовуючи нотація ейнштейна та Символ Леві-Чивіти eijk:
{\displaystyle {\begin{aligned}{\frac {D\omega _{i}}{Dt}}&={\frac {\partial \omega _{i}}{\partial t}}+v_{j}{\frac {\partial \omega _{i}}{\partial x_{j}}}\\&=\omega _{j}{\frac {\partial v_{i}}{\partial x_{j}}}-\omega _{i}{\frac {\partial v_{j}}{\partial x_{j}}}+e_{ijk}{\frac {1}{\rho ^{2}}}{\frac {\partial \rho }{\partial x_{j}}}{\frac {\partial p}{\partial x_{k}}}+e_{ijk}{\frac {\partial }{\partial x_{j}}}\left({\frac {1}{\rho }}{\frac {\partial \tau _{km}}{\partial x_{m}}}\right)+e_{ijk}{\frac {\partial B_{k}}{\partial x_{j}}}\end{aligned}}}

## Спеціальні (конкретні науки)

### Науки про атмосферу
В науках про атмосферу, рівняння вихору може бути сформульоване в термінах абсолютної завихореності повітря по відношенню до інерціальної системі відліку, або завихореності по відношенню до обертання Землі. Абсолютна версія є такою
{\displaystyle {\frac {d\eta }{dt}}=-\eta \nabla _{h}\cdot \mathbf {v} _{h}-\left({\frac {\partial \omega }{\partial x}}{\frac {\partial v}{\partial z}}-{\frac {\partial \omega }{\partial y}}{\frac {\partial u}{\partial z}}\right)-{\frac {1}{\rho ^{2}}}\mathbf {k} \cdot \left(\nabla _{h}p\times \nabla _{h}\rho \right)}
Тут, η полярний (z) компонент вихору, ρ — щільність атмосфери, u, v, та ω компоненти швидкості вітру, та ∇h двовимірний оператор Гамільтона.

Рівняння Фрідмана
В загальному випадку рух ньютонівської рідини підпорядковується рівнянням Нав'є-Стокса. На відміну від форми рівняння Ейлера для нестисливої рідини, в ньому враховуються ефекти стисливості та внутрішнього тертя. Застосовуючи до рівняння Нав'є-Стокса диференціальний оператор rot  ми отримаємо рівняння Фрідмана.

Рівняння вихору турбулентної рідини
Рівняння Фрідмана застосовується до турбулентних течій. Але в такому випадку, всі вхідні в нього величини повинні розумітися як усереднені (в сенсі О. Рейнольдса). Однак, слід мати на увазі, що таке узагальнення тут є недостатньо точним. Справа в тому, що при виводі рівняння Фрідмана не брався до уваги (через відносно мале значення) вектор щільності турбулентного імпульсу, де межа зверху — знак усереднення, штрих — відхилення від середнього. Ця обставина полягає в тому, що рівняння Фрідмана не може пояснити явище циклу індексу, в якому спостерігається зворотній баротропний обмін енергією і кутовим моментом(момент імпульсу) між упорядкованим і турбулентним рухами. 